# Cathédrale Saint-Nicolas de Kuopio
Cette  cathédrale n’est pas la seule cathédrale Saint-Nicolas.
La cathédrale Saint-Nicolas (en finnois : Pyhän Nikolaoksen katedraali) est la cathédrale de la paroisse orthodoxe de Kuopio en Finlande et la primatiale de Finlande.

## Architecture
Conçue par Aleksander Isakson, elle est construite en 1902-1903 dans le quartier de Väinölänniemi. 
L’iconostase a été fabriquée au monastère Saint-Alexandre-Nevski de Saint-Pétersbourg ; elle a été offerte par le général Nikolaï Bobrikov. 
L’église a été inaugurée par l’archevêque Nicolas, le deuxième archevêque orthodoxe de Finlande.